# Lepanthes proboscidis
Lepanthes proboscidis là một loài thực vật có hoa trong họ Lan. Loài này được Luer & Hirtz mô tả khoa học đầu tiên năm 1997.